# シーガル2
シーガル2は、東海汽船が運航していた高速船である。熱海〜伊豆大島航路に就航していた。

## 概要
三井造船玉野事業所で建造された半没水型双胴船（SSC/SWATH）で、就航当時は半没水型双胴船としては世界最大であった。
1989年に就航した就航後数年で2が外された。同じ船型の初代シーガルと比べて若干スマートになり、旅客定員が11名増えているが、客室の一部を2層にしたため、座席間隔はゆったりとしたものになっている。またエンジンが4.000PS×2から2.600PS×4となって航海速力が2割増加したので航海時間も10分短縮された。
ジェットフォイルの就航により、2005年3月31日に運航を終了した。数ヶ月は日本国内で係船されていたが国外売船され、現在はタンザニアで就航している。